# 黄子英
黄子英（6世纪—620年），隋末民变领袖汉帝刘武周部将。
天兴三年（619年，唐朝武德二年），刘武周派黄子英、西南道大行台宋王宋金刚频频进犯并州。六月，刘武周攻陷介州（今山西介休）。唐高祖遣太常少卿真乡公李仲文与左武卫大将军姜宝谊为行军总管讨之。黄子英往来雀鼠谷（今山西灵石县西南汾水河谷），姜宝谊奉命讨伐，黄子英数次以轻兵挑战，才交兵就假装败逃，如此多次，姜宝谊、李仲文全军追杀之，汉军伏兵发作，唐军大败，姜宝谊、李仲文都被俘虏。
黄子英的牧童是关中人，想回乡，秘密结交李仲文，将黄子英的数匹骏马牵给李仲文，与李仲文一同逃走。李仲文、姜宝谊后来都逃回唐。唐高祖以刘武周为患，命二人继续讨伐刘武周。汉军攻克平遥、石州，犯浩州。唐尚书右仆射裴寂自请讨伐刘武周，被任为晋州道行军总管，被宋金刚大败，姜宝谊又被擒，被害。
汉军又攻陷并州、晋州、浍州，夏县人吕崇茂杀本县县令自号魏王响应，蒲州的隋朝余部河东守将王行本也与刘武周联合，关中震动。唐高祖诏皇次子左武候大将军秦王李世民督兵进讨，李世民击败汉军，武德三年（620年）正月逼降蒲州。三至四月，刘武周攻李仲文于浩州，被其所败，遣黄子英保护粮道，唐骠骑大将军张德政袭斩之，俘虏其众。刘武周部将自此稍有离心，后其势力终为李世民所败亡。